# Nagara (fiume)
Il fiume Nagara (長良川 - Nagara-gawa?) è un importante corso d'acqua del bacino idrografico del fiume Kiso, in Giappone. Sgorga sul Monte Dainichigatake nella città di Gujō, prefettura di Gifu, quindi attraversa la prefettura di Mie e confluisce nel fiume Ibi per poi sfociare nella baia di Ise. Con il Kiso e l'Ibi, è uno dei tre grandi fiumi che hanno dato forma alla pianura di Nōbi. La sezione finale del fiume traccia il confine tra la prefettura di Gifu e quella di Aichi.
Viene definito uno dei tre fiumi più limpidi del Giappone, assieme al Kakita e allo Shimanto. Il tratto centrale è stato selezionato tra le cento acque più belle del Giappone nel 1985, mentre nel 1998, il chilometro di costa a valle della città di Gifu è stato segnalato come una delle località migliori per la balneazione. Nel 2001, l'88º concorso per le località balneari l'ha visto addirittura vincitore. La portata d'acqua corrisponde a circa 4 miliardi di metri cubi all'anno.
In passato venne considerato un affluente del Kiso, poiché verso la foce si unisce e si separa in diversi punti, ma oggigiorno una diga li divide chiaramente fino alla foce.
All'inizio del periodo Shōwa, sono stati effettuati dei lavori che hanno rubato terreno alle acque. In questa grande porzione di terra sono stati eretti vari edifici pubblici e culturali della città di Gifu, che hanno permesso alla municipalità di svilupparsi. Ancora oggi il nome del fiume risuona nelle canzoni scolastiche della zona.